# Liste der Kulturdenkmäler in Weiler (bei Mayen)
In der Liste der Kulturdenkmäler in Weiler sind alle Kulturdenkmäler der rheinland-pfälzischen Ortsgemeinde Weiler einschließlich des Ortsteils Niederelz aufgeführt. Grundlage ist die Denkmalliste des Landes Rheinland-Pfalz (Stand: 27. Oktober 2023).

## Denkmalzonen
| Bezeichnung               | Lage                               | Baujahr         | Beschreibung | Bild |
| ------------------------- | ---------------------------------- | --------------- | --- | ---- |
| Denkmalzone Wiesbachmühle | Weiler, südwestlich des Ortes Lage | 18. Jahrhundert | im 18. Jahrhundert angelegt, bis 1957 Mühlenbetrieb; Ausbau der Mühlengebäude im 19. Jahrhundert und 1921, Mühlrad des 19. Jahrhunderts | BW   |

## Einzeldenkmäler
| Bezeichnung                   | Lage                                                               | Baujahr         | Beschreibung | Bild                                    |
| ----------------------------- | ------------------------------------------------------------------ | --------------- | --- | --------------------------------------- |
| Kapelle St. Leonhard          | Weiler, Hauptstraße, Ecke Niederelzer Straße Lage                  | 1758            | Saalbau, bezeichnet 1758; Bildstock, bezeichnet 1755                                                                                       | BW                                      |
| Katholische Kirche St. Kastor | Weiler, Kirchstraße Lage                                           | 1727            | barocker Saalbau, Turm, bezeichnet 1727, neugotisches Querhaus und Chor, 1906/07, Baumeister Rüppel, Bonn; am Chor Relief, 18. Jahrhundert | weitere Bilder Fotos hochladen          |
| Kriegerdenkmal                | Weiler, Kirchstraße, bei der Kirche Lage                           | um 1920         | Kriegerdenkmal, reliefierter Pylon | Fotos hochladen                         |
| Kreuze                        | Weiler, Kirchstraße, auf dem Friedhof Lage                         |                 | 22 Grabkreuze; in der Friedhofsmauer 14 Kreuze                                                                                             | Fotos hochladen                         |
| Friedhofskreuz                | Weiler, Kirchstraße, auf dem Friedhof Lage                         | 19. Jahrhundert | Friedhofskreuz, Basalt, wohl aus dem 19. Jahrhundert                                                                                       | BW                                      |
| Hofanlage                     | Weiler, Kirchstraße 11 Lage                                        | 1850            | Streckhof; Fachwerkhaus, teilweise massiv, bezeichnet 1850                                                                                 | BW                                      |
| Wegekreuz                     | Weiler, Kirchstraße, Ecke In den Weiden Lage                       | 1715            | Wegekreuz, bezeichnet 1715 | Fotos hochladen                         |
| Schule                        | Weiler, Schulstraße 1 Lage                                         | 1907            | Putzbau, Bruchsteinsockel, 1907 | BW                                      |
| Wegekreuz                     | Weiler, außerhalb des Ortes                                        | 1663            | Wegekreuz, bezeichnet 1663 | Direkt Bild zu diesem Denkmal hochladen |
| Wegekreuz                     | Weiler, nordwestlich des Ortes an der L 97 Lage                    | 1615            | Wegekreuz, bezeichnet 1615 | BW                                      |
| Wegekreuz                     | Weiler, nördlich des Ortes Richtung Luxem Lage                     | 17. Jahrhundert | Wegekreuz mit Bildstock, Nischentyp, wohl aus dem 17. Jahrhundert                                                                          | BW                                      |
| Kreuze                        | Weiler, südöstlich des Ortes an der L 97                           |                 | Kreuze | Direkt Bild zu diesem Denkmal hochladen |
| Wegekreuz                     | Weiler, südwestlich des Ortes                                      | 1652            | Wegekreuz, bezeichnet 1652 | Direkt Bild zu diesem Denkmal hochladen |
| Kapelle St. Wendelin          | Niederelz, Oberdorfstraße 2 Lage                                   | 1737            | Saalbau, bezeichnet 1737 | BW                                      |
| Wegekreuz                     | Niederelz, nordwestlich des Ortes an der K 9 Richtung Anschau Lage | 1660            | Wegekreuz aus Basalt, bezeichnet 1660 | Fotos hochladen                         |